# Canal Hillsong
O Canal Hillsong é uma rede de televisão de transmissão com base cristã e é uma joint venture da Igreja Hillsong sediada em Sydney e da Trinity Broadcasting Network (TBN).